# Beni-Zekki
Beni-Zekki é uma cidade e comuna localizada na província de Tizi Ouzou, no norte da Argélia. Em 2008, sua população era de 3 381 habitantes.